# Liste des sites Natura 2000 du Tarn
Cet article recense les sites Natura 2000 du Tarn, en France.

## Statistiques
Le Tarn compte 10 sites classés Natura 2000. 9 bénéficient d'un classement comme site d'intérêt communautaire (SIC), 1 comme zone de protection spéciale (ZPS).

## Liste
| Site                                                            | Type | Superficie (ha) | Fiche     | Coordonnées                      | Photo |
| --------------------------------------------------------------- | ---- | --------------- | --------- | -------------------------------- | ----- |
| Basse vallée du Lignon                                          | SIC  | +00056,         | FR7300949 | 43° 38′ 34″ nord, 2° 19′ 40″ est |       |
| Causse de Caucalières et Labruguière                            | SIC  | +02 001,        | FR7300945 | 43° 32′ 45″ nord, 2° 18′ 50″ est |       |
| Forêt de la Grésigne                                            | SIC  | +03 604,        | FR7300951 | 44° 01′ 31″ nord, 1° 45′ 07″ est |       |
| Gorges de l'Aveyron, causses proches et vallée de la Vère       | SIC  | +11 660,        | FR7300952 | 44° 05′ 04″ nord, 1° 42′ 42″ est |       |
| Montagne Noire occidentale                                      | SIC  | +01 919,        | FR7300944 | 43° 25′ 58″ nord, 2° 04′ 15″ est |       |
| Montalet                                                        | SIC  | +00381,         | FR7300948 | 43° 40′ 54″ nord, 2° 45′ 05″ est |       |
| Tourbières du Margnès                                           | SIC  | +02 787,        | FR7300946 | 43° 39′ 30″ nord, 2° 34′ 39″ est |       |
| Vallée de l'Arn                                                 | SIC  | +01 456,        | FR7300942 | 43° 31′ 47″ nord, 2° 34′ 51″ est |       |
| Vallées du Tarn, de l'Aveyron, du Viaur, de l'Agout et du Gijou | SIC  | +17 180,        | FR7301631 | 44° 09′ 43″ nord, 2° 11′ 51″ est |       |
| Forêt de Grésigne et environs                                   | ZPS  | +27 701,        | FR7312011 | 44° 03′ 40″ nord, 1° 46′ 30″ est |       |

## Description des sites

### Causse de Caucalières-Labruguière
Le site est établi sur 1 993 ha sur le causse de Labruguières. Il couvre un paysage de type méditerranéen installé sur un sous-sol calcaire à faible rétention en eau et falaises abruptes. La végétation naturelle comprend une alternance de pelouses sèches, de lande à buis et genévriers et de bois de chênes verts. Des zones agricoles extensives sont constituées de pâturages, prairies de fauche sèches et prairies humides.

### Montagne noire occidentale

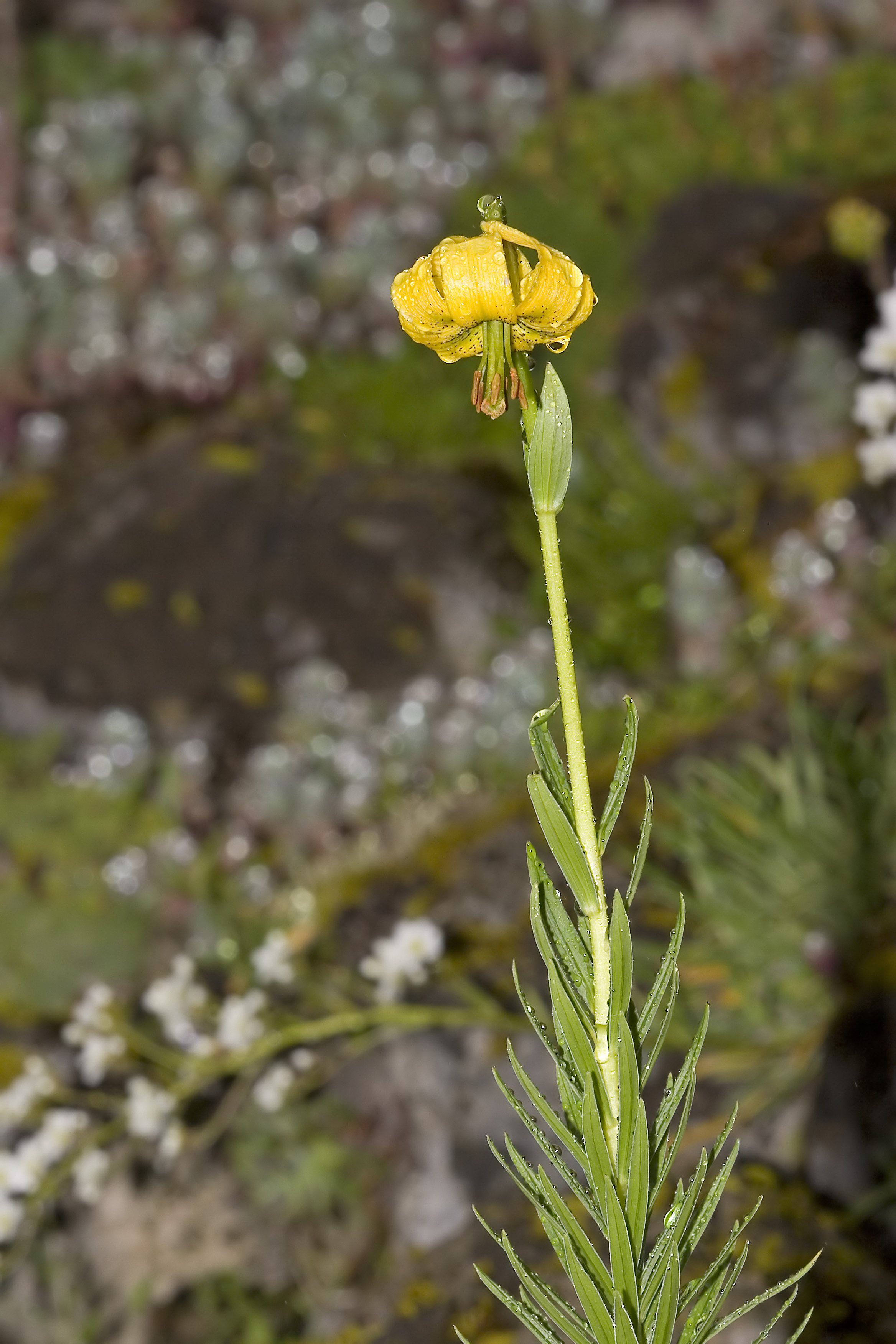
Lys des Pyrénées.

Le site comprend deux zones de 876 ha et 1 030 ha. Il comporte des falaises qui délimitent plusieurs biotopes très différents liés à des influences climatiques diverses : pelouse sèche, forêt de hêtres, cavités dans la roche...
Le site abrite plusieurs espèces de chiroptères et le lys des Pyrénées, un des rares sites où le trouver hors des Pyrénées.

### Vallée du Gijou
Le site s'étend sur 3 019 ha étalés sur 44 km de berges du Gijou entre Lacaune et Vabre. Il comporte une série de prairies humides, bois de rive, falaise, bocage. C'est la seule rivière des monts de Lacaune sur laquelle ne soit pas construit un barrage. La faune locale comporte la loutre, la lamproie de Planer, l'écrevisse à pattes blanches et trois espèces de chiroptères. La rivière fait partie des sites pouvant accueillir un lâcher de saumons.

### Forêt de Grésigne et environs
Le site de 27 701 ha est à cheval sur les départements du Tarn et de Tarn-et-Garonne. Il est principalement occupé par la forêt domaniale de Grésigne composée majoritairement de chênes sessiles. Ce massif forestier abrite plusieurs espèces protégées d'oiseaux faucon pèlerin, hibou grand duc, circaète Jean-le-Blanc, aigle botté, bondrée apivore, milan noir, milan royal, busard Saint-Martin engoulevent d’Europe, alouette lulu, pie-grièche écorcheur et pic mar. Un inventaire, réalisé en 1992, a permis de recenser 2 375 espèces de coléoptères, classant la Grésigne au troisième rang européen après Fontainebleau et Białowieża.
Le maintien de ces espèces passe par la préservation de leur biotope, notamment la présence d'espaces ouverts au sein de la forêt. Ces espaces, autrefois liés au pastoralisme, doivent être maintenus en dépit de la baisse de l'élevage local,.

### Basse vallée du Lignon
Le Lignon nait dans le massif du Sidobre où il a creusé une vallée encaissée après une cassure dans le granite. Le site occupe 56 ha ; il se caractérise par sa forêt de forte pente d'arbres feuillus qui abrite une faune protégée et un milieu ouvert agricole bocager où se succèdent prairies, lande et pelouse pionnière.

### Tourbières du Margnès
Le site, situé en moyenne montagne dans les monts de Lacaune, occupe 1 787 ha et englobe 237 ha de tourbière et milieu humide entourée de la forêt naturelle de bois de hêtre. Une partie du site est exploitée extensivement par des éleveurs : prairies naturelles, pelouses, landes.

### Gorges de l'Aveyron, causses proches et vallée de la Vère
Ce site occupe 11 660 ha à cheval sur les départements du Tarn et du Tarn-et-Garonne. C'est une région de causses entre les vallées de l'Aveyron et de la Vère. Il est caractérisé par sa richesse en éléments patrimoniaux et habitat d'espèces rares, en particulier 19 espèces de chauves-souris qui utilisent les grottes et cavités.

### Vallée de l'Arn
Le site de 1 456 ha comprend les rives de la rivière Arn, de sa source au barrage des Saints-Peyres sur 30 km, à cheval entre les départements du Tarn et de l'Hérault. Il abrite une population rare de moules perlières favorisée par la pureté et la propreté des eaux ; ce biotope en fait une des plus importantes populations reproductrices françaises.